# Air Caraïbes
Pour les articles homonymes, voir FWI et Air (homonymie).
« Haute en Couleurs »
Air Caraïbes (code IATA : TX code ICAO : FWI : indicatif radio : French West) est une compagnie aérienne régulière française spécialiste des Antilles et de la Guyane.
Elle dessert depuis 2003 les principaux aéroports des Caraïbes : Guadeloupe, Guyane, Martinique, Saint-Martin, Haïti, République dominicaine, Cuba et les Bahamas. La compagnie aérienne exploite également un réseau régional caribéen au départ de la Guadeloupe et de la Martinique  permettant de nombreuses correspondances comme Saint-Barthélemy et Sainte-Lucie. Air Caraïbes appartient au Groupe Dubreuil et possède la certification IOSA de l'IATA.

## Histoire

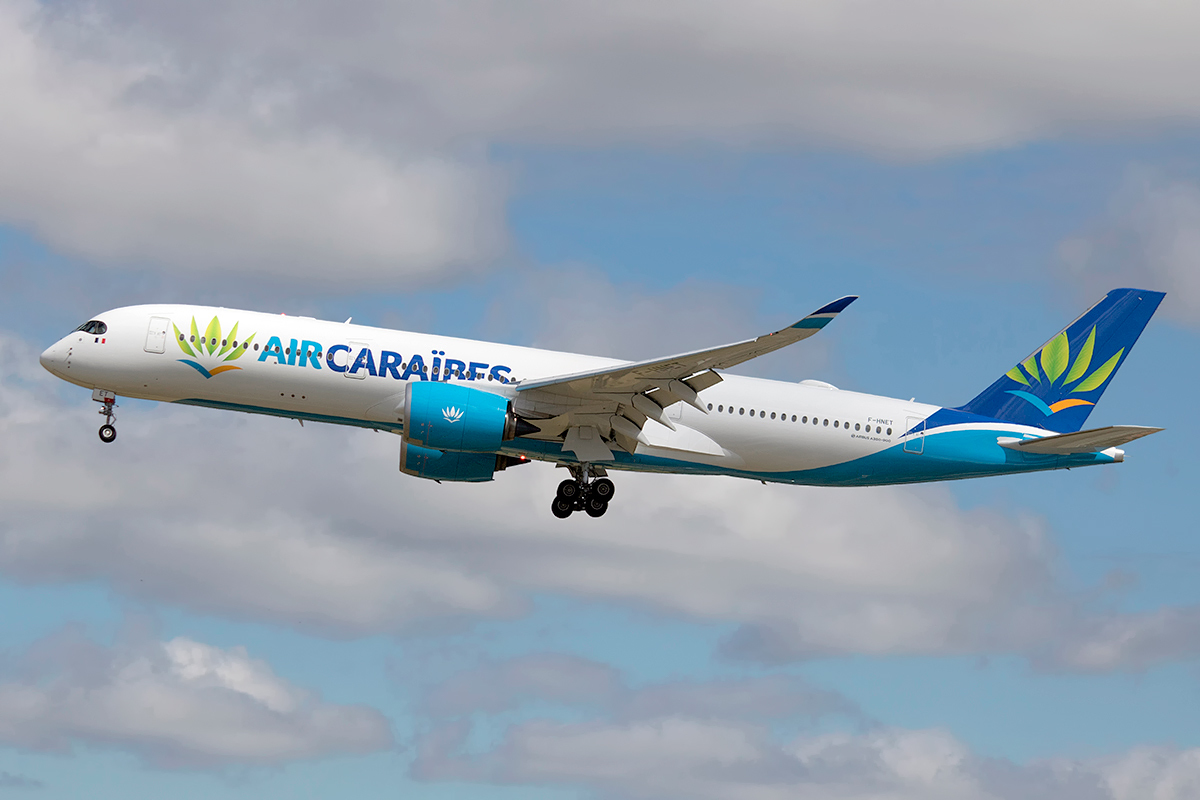
Airbus A350-900 de la compagnie

Air Caraïbes a été fondée en 2000 afin de desservir les départements français des Caraïbes. Appartenant au groupe familial vendéen Dubreuil, elle est le résultat de la fusion des compagnies régionales Air Guadeloupe, Air Martinique, Air Saint-Martin et Air Saint-Barthélemy. La compagnie est basée aux Abymes en Guadeloupe.
Le 12 décembre 2003, la compagnie s'est lancée dans les vols transatlantiques et offre des vols réguliers depuis Paris-Orly 4 vers Pointe-à-Pitre (Guadeloupe) et Fort-de-France (Martinique). Elle a poursuivi sa croissance le 15 décembre 2008 avec l’ouverture de la ligne directe Cayenne (Guyane). Depuis, d'autres destinations ont été ouvertes : Saint-Martin, Port-au-Prince (Haïti), Saint-Domingue (République dominicaine), La Havane (Cuba) et San Salvador (Bahamas).
En septembre 2009, Air Caraïbes signe un partenariat avec la SNCF en proposant le produit TGV AIR (train + navette + billet d’avion).
En décembre 2011, Air Caraïbes a reçu son cinquième Airbus A330 doté de la nouvelle Classe Madras (Affaires) équipé de 18 sièges coques espacés de 1,47 mètre. Avec ce nouvel appareil, Air Caraïbes renforce les vols en période de pointe.
En octobre 2019, Air Caraïbes et Corsair ont mis fin à leur accord de partenariat (partage de code) vers les destinations de Pointe-à-Pitre (Guadeloupe) et de Fort-de-France (Martinique), initialement établi en 2012.
Le Groupe Dubreuil, propriétaire d'Air Caraïbes, a également lancé une compagnie à bas prix, French bee, dont le premier vol à destination de Punta Cana (République dominicaine) a été effectué le 10 septembre 2016. Elle assure ses vols en partage de code avec Air Caraïbes. D'ici à 2020, elle disposera de quatre avions, à savoir un Airbus A350-1000 et trois Airbus A350-900.
En août 2021, face à la propagation du variant Delta qui bloque de nombreuses îles des Caraïbes, la direction de la compagnie envisage de demander de l'aide à l'État français pour sauver une situation délicate sur le plan financier.
En juin 2022, la direction d'Air Caraïbes annonce une augmentation du prix de ses billets pour réagir à la hausse du carburant: les billets devraient être impactés de 3 à 30 euros.
Début décembre 2024, Air Caraïbes est condamné à une amende très lourde de 13 millions d'euros de la part de l'Autorité de la concurrence pour avoir fixé par trois fois une entente sur les prix avec son concurrent Air Antilles sur la période 2015-2019. Ces ententes ont été fixées sur les prix et conditions tarifaires des liaisons inter-îles au sein des Caraïbes françaises et internationales. Les liaisons concernées sont Pointe-à-Pitre à Fort-de-France ainsi que les liaisons entre ces deux villes et Saint-Martin, Sainte-Lucie et Saint-Domingue. « Les pratiques anticoncurrentielles mises en place par Air Antilles et Air Caraïbes sont particulièrement graves (...) les habitants de ces territoires, confrontés à un coût de la vie nettement plus élevé qu'en métropole, ne disposent d'aucune alternative réellement viable à l'avion », a jugé l'Autorité de la concurrence.
En avril 2025, Air Caraïbes réitère son partenariat avec LADOM pour s'engager en faveur de la continuité territoriale et l’accessibilité au transport aérien pour les populations ultramarines.
En mai 2025, Air Caraïbes annoncer relancer une ligne directe entre Paris Orly et l'aéroport international Princesse Juliana de Saint Martin avec 3 vols par semaine à partir de décembre 2025'.
Le 10 août 2025, Air Caraïbes annonce la signature, au même titre que French Bee, d'un partenariat avec la compagnie espagnole Volotea dans le but de fluidifier les correspondances et simplifier les voyages au-delà de l'Atlantique.

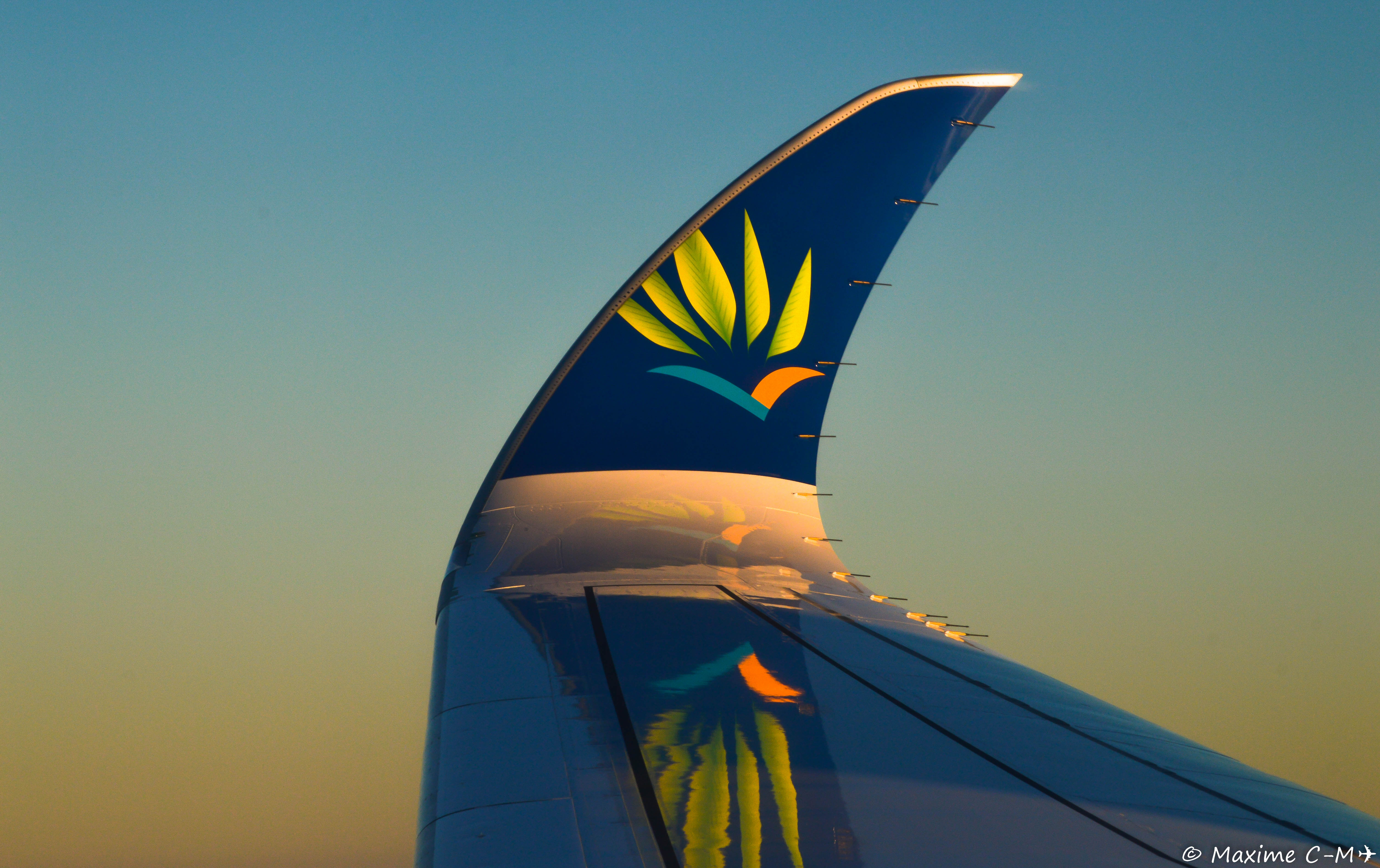
A350-900

### Dates clés
Air Caraïbes, une compagnie aérienne issue de la fusion de plusieurs transporteurs caribéens français, a été fondée en l'an 2000. Le 24 mars 2001, un tragique accident s'est produit quand un de leurs avions en provenance de Saint-Martin s'est écrasé lors de l'atterrissage à l'aéroport de Saint-Barthélemy, entraînant la perte de 20 vies. L'expansion de la flotte a commencé avec l'introduction d'un ATR 72-500 le 16 juillet 2003, suivi par le premier vol commercial d'un Airbus A330-200 le 12 décembre 2003, marquant le début des liaisons transatlantiques entre Paris et les Antilles. En 2004, Air Caraïbes a ajouté un second Airbus A330-200 à sa flotte, et en 2006, le premier A330-300 a été mis en service. 
Des avancées significatives ont continué avec l'inauguration de la ligne Paris-Cayenne en 2008, la vente d'un A330-200 à la République française et l'ajout d'un troisième A330-300 en 2009. Cette même année, Air Caraïbes a lancé TGV-Air, reliant la province française aux Antilles et à la Guyane, et a inauguré la ligne Paris-Saint-Martin-Port-au-Prince. En 2011, un nouvel Airbus A330-300 a rejoint la flotte, inauguré par un vol unique avec une célébration de Chanté Nwel. L'année suivante, plusieurs événements furent célébrés dont une nouvelle ligne vers Saint-Domingue, un Flash Mob de l'équipe, un défilé de mode en altitude pour le neuvième anniversaire des vols transatlantiques, et un dixième anniversaire avec des festivités incluant un concert de Gospel en vol.
En 2015, Air Caraïbes a révélé de nouveaux uniformes et une nouvelle identité visuelle. 2016 a été une année de développement avec le lancement de l'offre Air Caraïbes Simply et l'inauguration des lignes vers La Havane et la réception d'un nouvel ATR 72-600. En 2017, un Airbus A350-900 a été intégré à la flotte. En 2019, la structure de la compagnie évolue avec un changement de direction et l'arrivée d'un Airbus A350-1000, suivi par un second A350-1000 en 2021.En décembre 2024, le groupe Dubreuil annonce poursuivre le pari des A350-1000 pour les années suivantes afin d'embarquer plus de passagers (480, record en France) tout en brûlant moins de kérosène. 

### Sanctions financières
Le 4 décembre 2024, Air Caraïbes est sanctionnée par l'Autorité de la concurrence à hauteur de 13 millions d'euros pour avoir mis en œuvre à quatre reprises des ententes sur les prix avec Air Antilles entre 2015 et 2019, concernant des liaisons entre Pointe-à-Pitre et Fort-de-France, et entre ces deux villes et Saint-Martin, Sainte-Lucie et Saint-Domingue. Dans cette même affaire, Air Antilles écope d'une sanction de 1,5 million d'euros à travers sa maison mère K Finance,.

## Données financières
|                                              | 2014   | 2015   | 2016   | 2017   | 2018  |
| -------------------------------------------- | ------ | ------ | ------ | ------ | ----- |
| Chiffre d'affaires (M€)                      | 354    | 378    | 379,8  | 437,8  | 481,6 |
| Résultat net (bénéfice ou perte) (M€)        | +9,8   | +19,4  | +16,2  | +12    | +10,4 |
| Effectif                                     | 896    | 840    | 900    | 1145   | 1105  |
| Nombre de passagers (million)                | 1,23   | 1,27   | 1,395  | 1,509  | 1,590 |
| Nombre de passagers long-courrier (milliers) | 860    | 905    | 990    | 1132   | 1264  |
| Nombre de passagers régional (milliers)      | 368    | 360    | 406    | 377    | 325   |
| Taux de remplissage (%)                      | 90     | 87     | 86     | 85     | 85,9  |
| Nombre d'avions (31 décembre)                | 8      | 8      | 10     | 12     | 12    |
| Nombre de destinations (31 décembre)         | 10     | 10     | 13     | 13     | 13    |
| Notes                                        | [ 20 ] | [ 21 ] | [ 22 ] | [ 23 ] | ,     |

## Destinations
Le réseau d'Air Caraïbes couvre actuellement 13 destinations réparties en France métropolitaine (Paris-Orly), dans les Caraïbes et dans l'Océan Indien. Depuis sa base de Pointe-à-Pitre et de Fort-de-France, Air Caraïbes dessert plusieurs destinations intra-caribéennes.
Les destinations de French Bee sont desservies en partage de code avec Air Caraïbes. Ces destinations incluent La Réunion (La Réunion Roland-Garros), la Polynésie française (Tahiti-Faaa) et plusieurs villes des États-Unis.
| Ville            | Pays                   | IATA | OACI | Aéroport                                      | Note |
| ---------------- | ---------------------- | ---- | ---- | --------------------------------------------- | ---- |
| Cayenne          | Guyane (France)        | CAY  | SOCA | Cayenne - Félix Eboué Airport                 |      |
| Fort-de-France   | Martinique (France)    | FDF  | TFFF | Martinique Aimé Césaire International Airport | Hub  |
| La Havane        | Cuba                   | HAV  | MUHA | José Martí International Airport              |      |
| Paris            | France                 | ORY  | LFPO | Paris Orly Airport                            | Hub  |
| Pointe-à-Pitre   | Guadeloupe (France)    | PTP  | TFFR | Pointe-à-Pitre International Airport          | Hub  |
| Port-au-Prince   | Haïti                  | PAP  | MTPP | Toussaint Louverture International Airport    |      |
| Punta Cana       | République dominicaine | PUJ  | MDPC | Punta Cana International Airport              |      |
| Grand-Case       | Saint-Martin (France)  | SFG  | TFFG | Grand Case-Espérance Airport                  |      |
| San Salvador     | Bahamas                | ZSA  | MYSM | San Salvador Airport                          |      |
| Cancun           | Mexique                | CUN  | MMUN | Cancun International Airport                  |      |
| Santiago de Cuba | Cuba                   | SCU  | MUCU | Antonio Maceo Airport                         |      |
| Saint-Domingue   | République dominicaine | SDQ  | MDSD | Las Américas International Airport            |      |

### Anciennes destinations
| Ville       | Pays                      | IATA | OACI | Aéroport                                  | Note |
| ----------- | ------------------------- | ---- | ---- | ----------------------------------------- | ---- |
| Belém       | Brésil                    | BEL  | SBBE | Val-de-Cans International Airport         |      |
| San José    | Costa Rica                | SJO  | MROC | Juan Santamaria International Airport     |      |
| Panama City | Panama                    | PTY  | MPTO | Tocumen International Airport             |      |
| Gustavia    | Saint-Barthélemy (France) | SBH  | TFFJ | Saint-Barthélemy - Rémy-de-Haenen Airport |      |
| Castries    | Sainte-Lucie              | SLU  | TLPC | George F. L. Charles Airport              |      |

## Flotte
En décembre 2024, la flotte est composée de :

### En service
|                        | Avion            | Nombre | Immatriculations | Motorisation    | Passagers | Passagers | Passagers | Passagers | Nouvelle livrée ? | Nouvelle cabine ?         | Notes                                                                 |
| J                      | Avion            | Nombre | Immatriculations | Motorisation    | W         | Y         | Total     |           | Nouvelle livrée ? | Nouvelle cabine ?         | Notes                                                                 |
| ---------------------- | ---------------- | ------ | ---------------- | --------------- | --------- | --------- | --------- | --------- | ----------------- | ------------------------- | --------------------------------------------------------------------- |
| Flotte régionale       | ATR 72-600       | 4      | F-OSIX           | P&W-C PW127M    | 0         | 0         | 74        | 74        | ✔                 |                           |                                                                       |
| Flotte régionale       | ATR 72-600       | 4      | F-OSIV           | P&W-C PW127M    | 0         | 0         | 74        | 74        | ✔                 | Livré le 11 décembre 2017 |                                                                       |
| Flotte régionale       | ATR 72-600       | 4      | F-OSIT           | P&W-C PW127M    | 0         | 0         | 74        | 74        | ✔                 | Livré le 17 décembre 2019 |                                                                       |
| Flotte régionale       | ATR 72-600       | 4      | F-OSIL           | P&W-C PW127M    | 0         | 0         | 74        | 74        | ✔                 | Livré en novembre 2024    |                                                                       |
| Flotte transatlantique | Airbus A330-200  | 1      | F-OFDF           | P&W PW4168A     | 12        | 24        | 267       | 303       | ✗                 | ✔                         |                                                                       |
| Flotte transatlantique | Airbus A330-300  | 2      | F-ORLY           | P&W PW4168A     | 12        | 35        | 307       | 354       | ✔                 | ✔                         |                                                                       |
| Flotte transatlantique | Airbus A330-300  | 2      | F-HPUJ           | P&W PW4168A     | 12        | 35        | 307       | 354       | ✔                 | ✔                         |                                                                       |
| Flotte transatlantique | Airbus A350-900  | 3      | F-HTRE           | RR Trent XWB-84 | 18        | 45        | 326       | 389       | ✔                 | ✔                         | Loué chez ALC                                                         |
| Flotte transatlantique | Airbus A350-900  | 3      | F-HNET           | RR Trent XWB-84 | 18        | 45        | 326       | 389       | ✔                 | ✔                         | Loué chez AerCap                                                      |
| Flotte transatlantique | Airbus A350-900  | 3      | F-HHAV           | RR Trent XWB-84 | 18        | 45        | 326       | 389       | ✔                 | ✔                         | Loué chez AerCap                                                      |
| Flotte transatlantique | Airbus A350-1000 | 4      | F-HMIL           | RR Trent XWB-97 | 24        | 45        | 360       | 429       | ✔                 | ✔                         | Livré le 02/12/2019 Livré le 07/06/2021 (Vol inaugural le 22/06/2021) |
| Flotte transatlantique | Airbus A350-1000 | 4      | F-HTOO           | RR Trent XWB-97 | 24        | 45        | 360       | 429       | ✔                 | ✔                         | Livré le 02/12/2019 Livré le 07/06/2021 (Vol inaugural le 22/06/2021) |
| Flotte transatlantique | Airbus A350-1000 | 4      | F-HSIS           | RR Trent XWB-97 | 24        | 45        | 360       | 429       | ✔                 | ✔                         | Livré le 02/12/2019 Livré le 07/06/2021 (Vol inaugural le 22/06/2021) |
| Flotte transatlantique | Airbus A350-1000 | 4      | F-HAJP           | RR Trent XWB-97 | 0         | 40        | 440       | 480       | ✔                 | ✔                         | Livré le 17 décembre 2024                                             |
| Total                  |                  | 14     |                  |                 |           |           |           |           |                   |                           |                                                                       |

### Flotte long-courrier

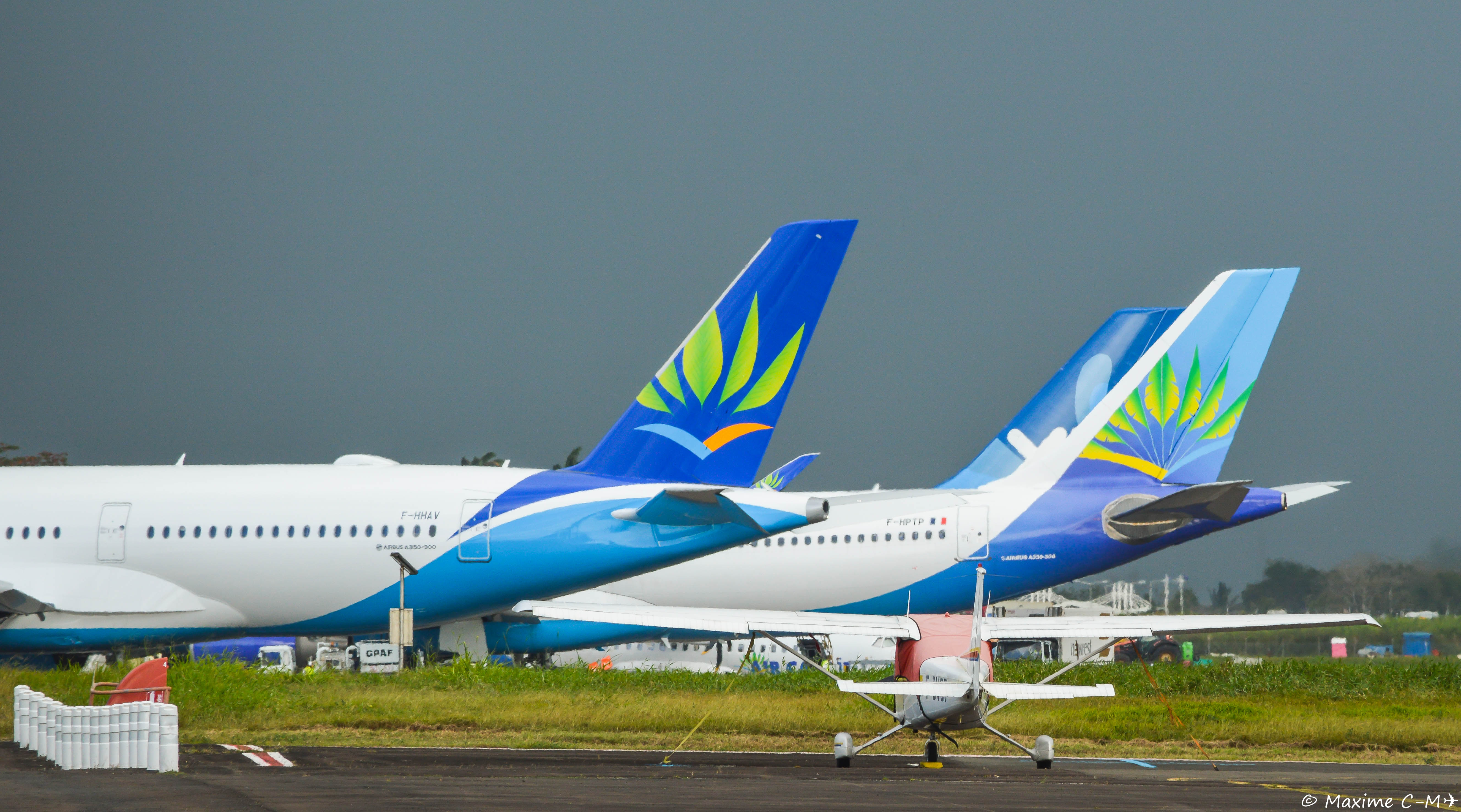
A350-900 et A330-300 Air Caraïbes

Air Caraïbes exploite dix Airbus dont deux Airbus A330-300, F-ORLY (2006) et F- HPUJ (2019) anciennement utilisé par French Bee, d’un Airbus A330-200, F-OFDF (2003) de trois Airbus A350-900, F-HHAV (2017), F-HNET (2017) et F-HTRE (2019) et de quatre Airbus A350-1000, F-HMIL (2019), F-HTOO (2021), F-HSIS (2021)et F-HAJP. Les A350-1000 sont dédiés principalement à renforcer le réseau historique de la compagnie sur les lignes Paris - Fort-de-France et Paris - Pointe-à-Pitre. Air Caraïbes est la première compagnie française à exploiter l'A350 et compte parmi les deux seules compagnies françaises à opérer l’A350-1000 aux côtés de sa compagnie sœur French Bee.

### Flotte régionale

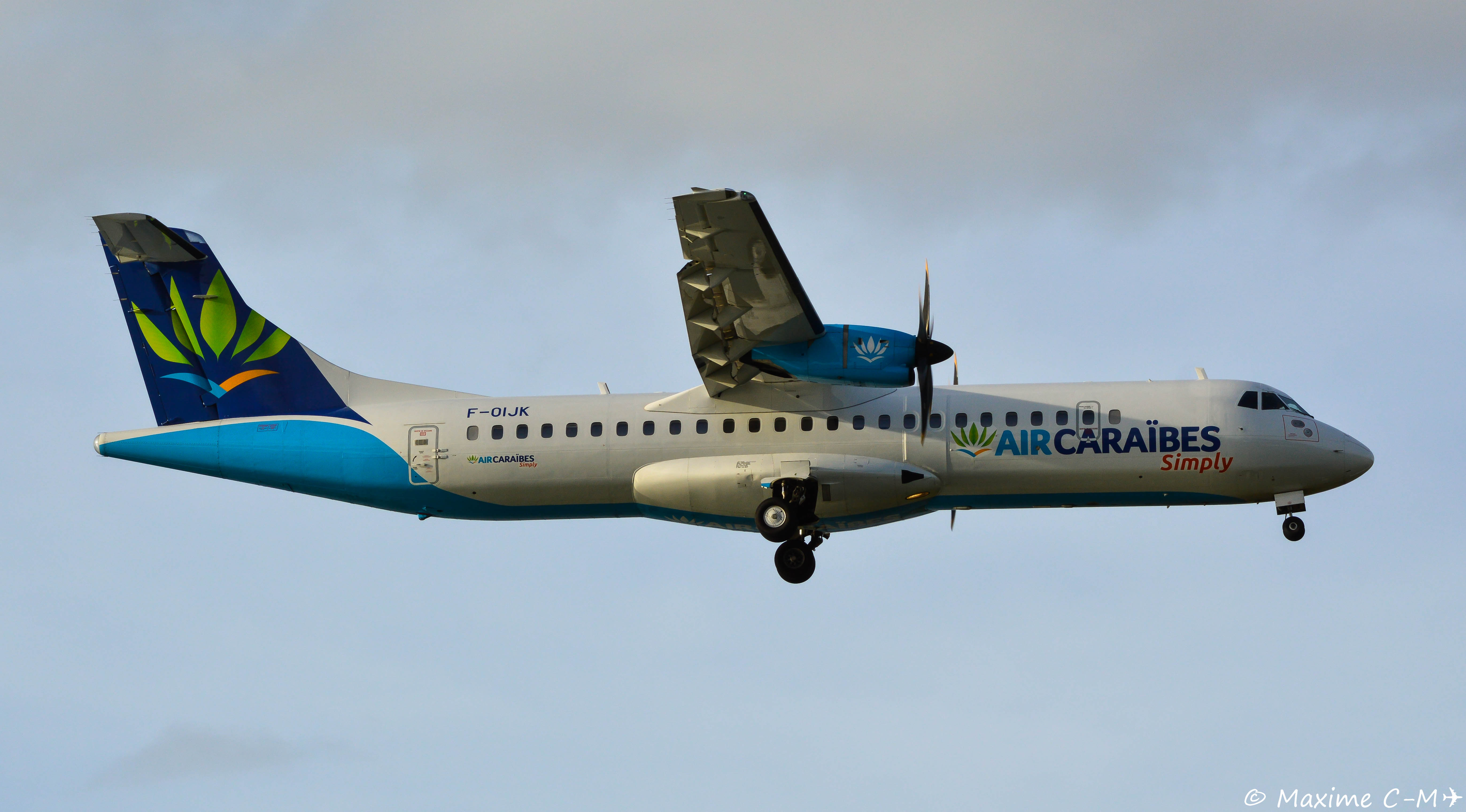
ATR 72-500 Air Caraïbes

Air Caraïbes possède quatre ATR 72-600 immatriculés F-OSIX, F-OSIV, F-OSIT et F-OSIL. De plus, un Cessna 208 Grand Caravan, exploité par St Barth Commuter, est utilisé pour les liaisons entre Saint Martin et Saint Barthélémy. Avec l'arrivée en décembre 2016 et en décembre 2017 de deux nouveaux ATR 72-600, la compagnie entend soutenir un renforcement des fréquences sur les liaisons inter-îles.

### Flotte historique
Air Caraïbes a exploité les appareils :
| Avions           | Introduit | Retiré |
| ---------------- | --------- | ------ |
| Airbus A330-200  | 2003      |        |
| Airbus A330-300  | 2006      |        |
| Airbus A350-900  | 2017      |        |
| Airbus A350-1000 | 2019      |        |
| ATR 42-500       | 2000      | 2007   |
| ATR 72-500       | 2000      | 2021   |
| ATR 72-600       | 2016      |        |
| Embraer ERJ 145  | 2000      | 2008   |
| Embraer ERJ 175  | 2006      | 2008   |
| Embraer ERJ 190  | 2006      | 2013   |

Le premier appareil long-courrier de la compagnie, un Airbus A330-200 (F-OPTP), a été rendu à ILFC en 2009 et a été racheté par le Ministère de la Défense français pour le transformer en avion présidentiel (F-RARF). Un Embraer ERJ-145 LR (F-OIJF) a été dans la flotte pendant 5 ans sous les couleurs Air Caraïbes et 1 an sous les couleurs Air France avec le logo d'Air Caraïbes sur le fuselage en dessous de celui d'Air France ainsi que sur le moteur. Après le départ des Airbus A330-300 F-GOTO (en 2018), F-OONE (en 2019), F-HPTP (en service depuis 2011) quitte la flotte fin 2020 sans communication de la compagnie ; les trois appareils sont désormais opérés par la compagnie I-Fly

## Galerie photo

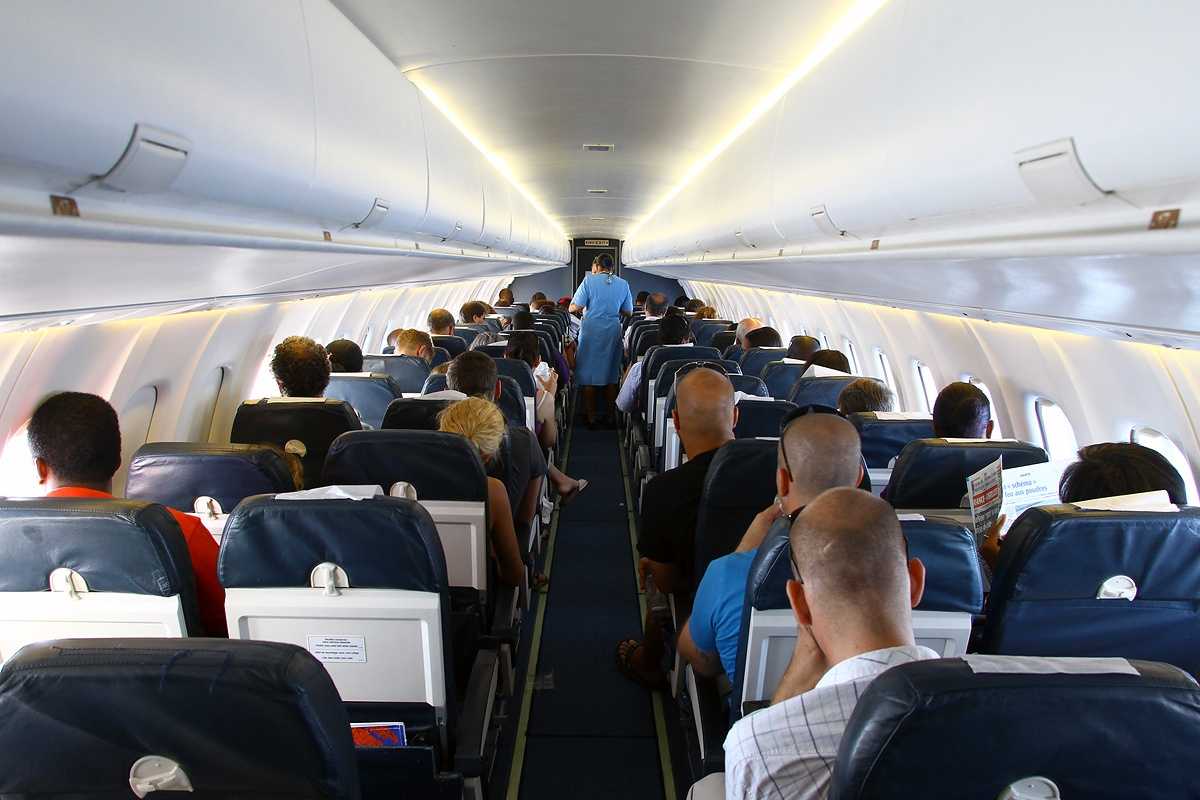
Cabine d'un ATR 72-500 en vol
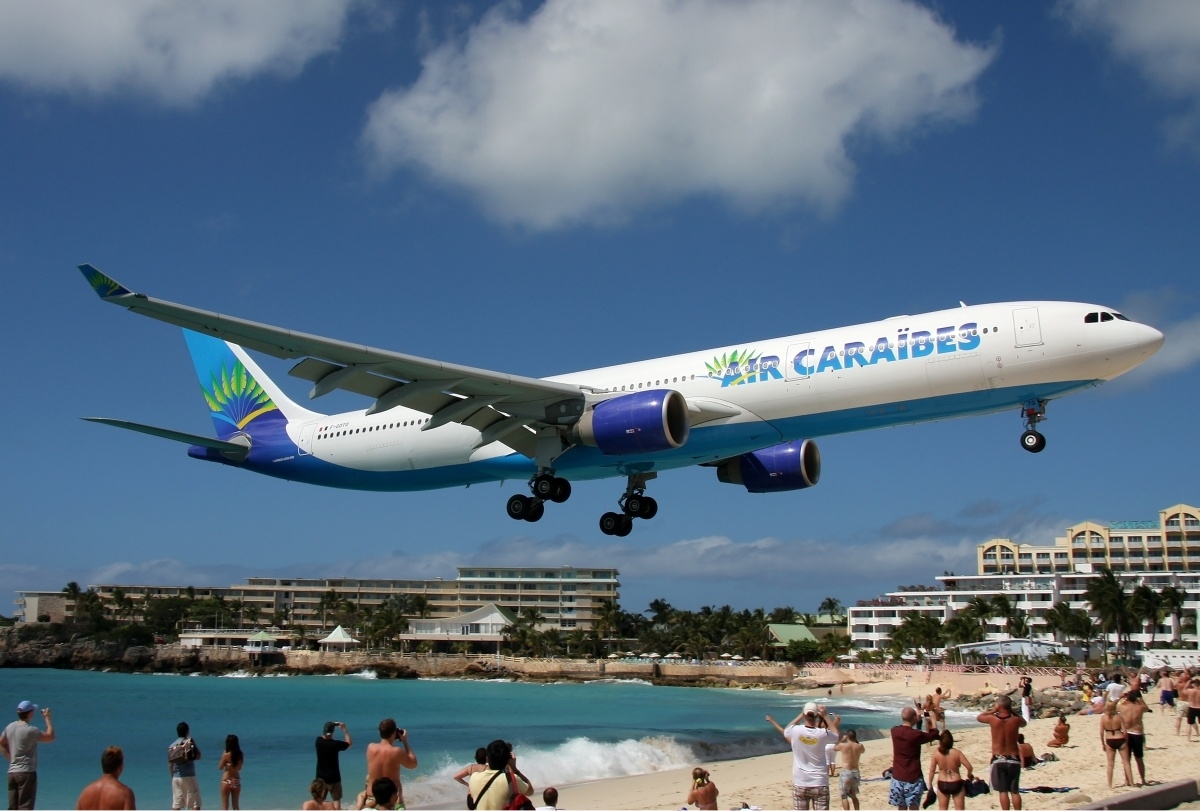
A330 à Saint Martin
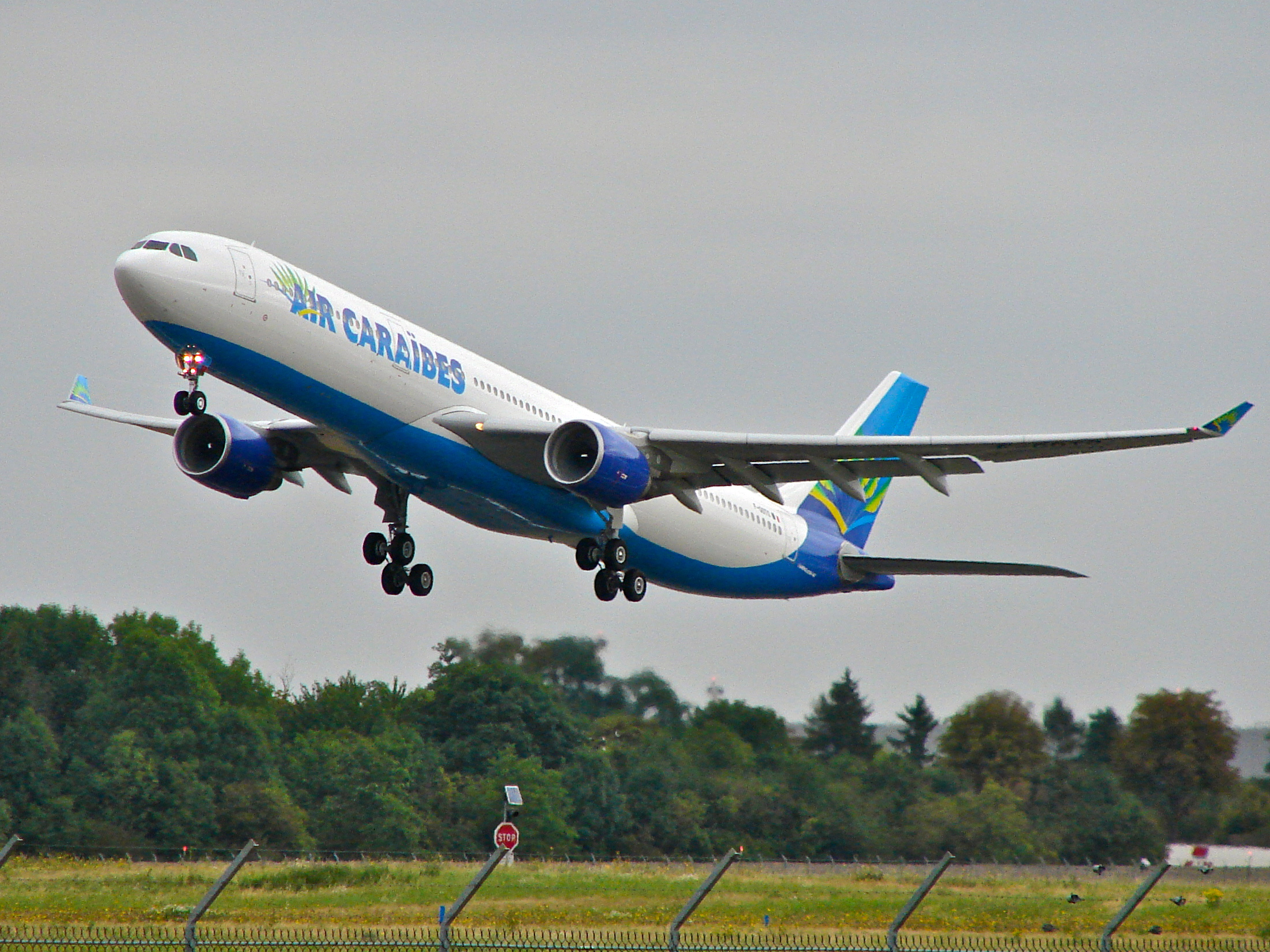
A330-300, F-GOTO
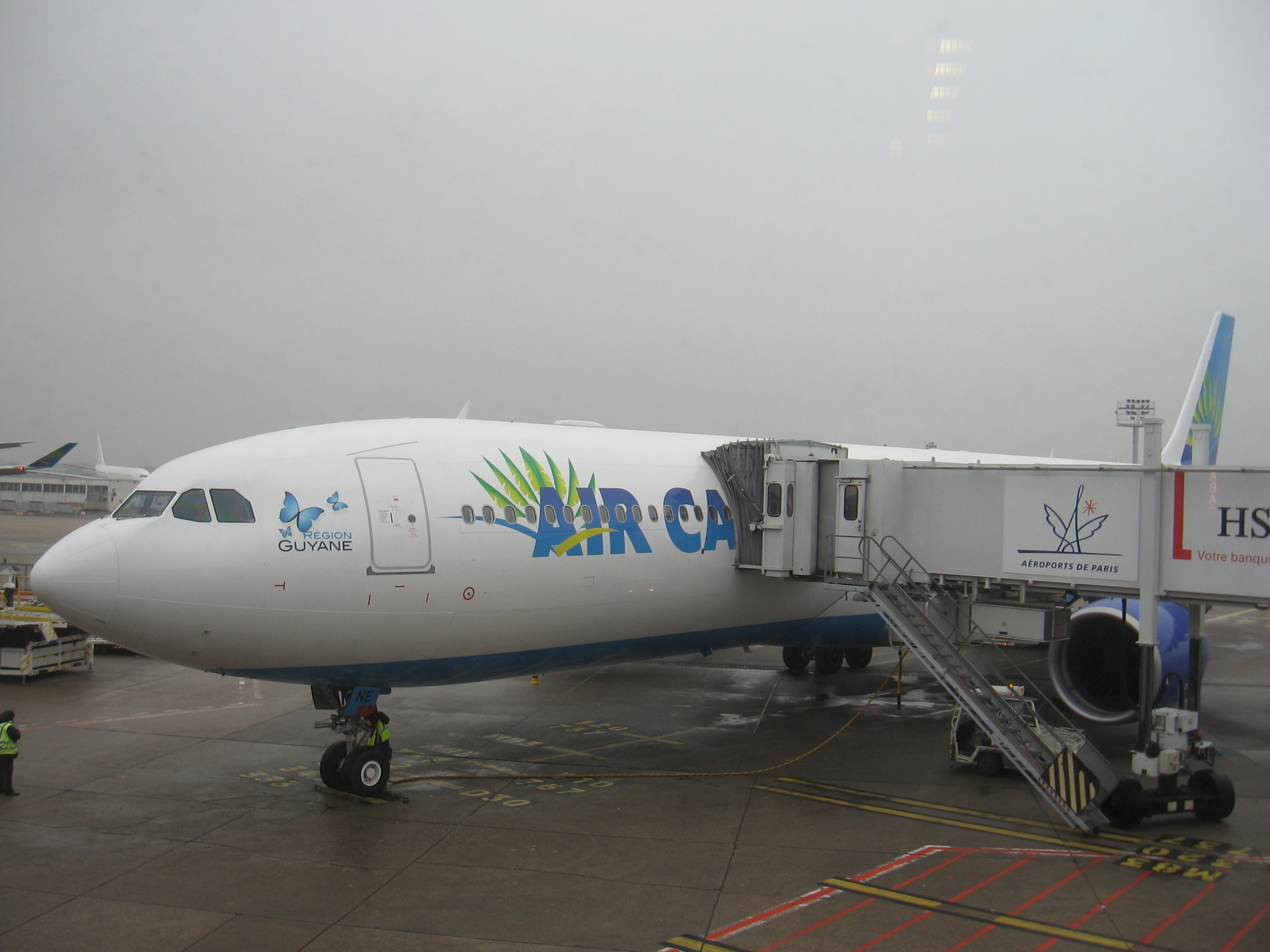
A330-300 (F-OONE) à Orly
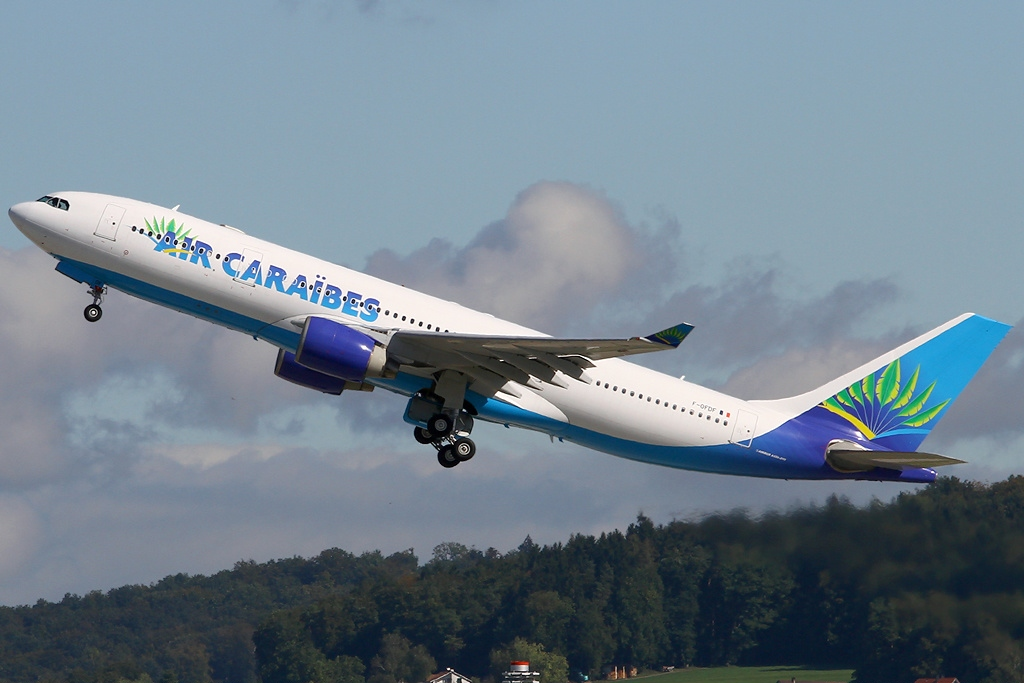
A330-200 à Zurich
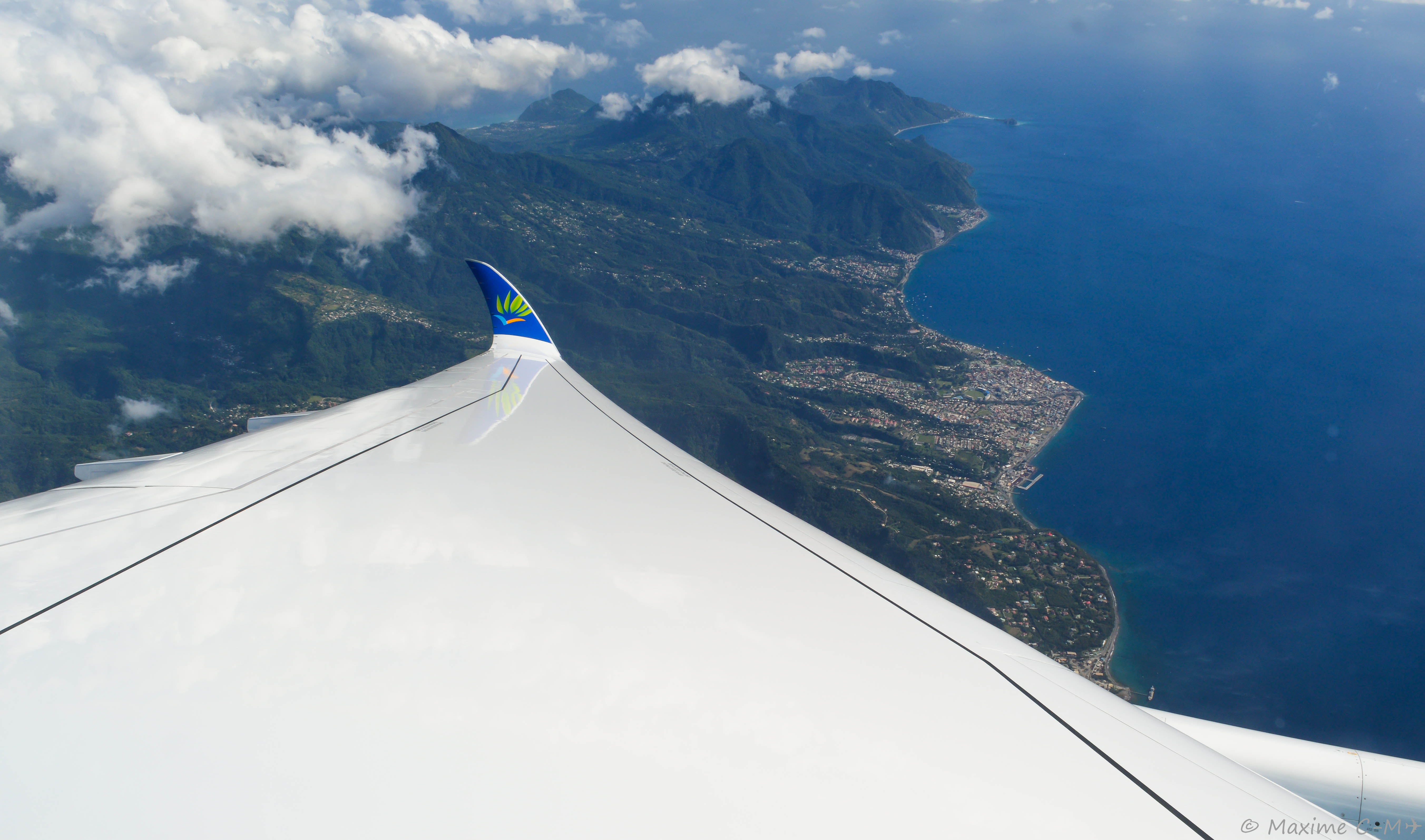
A350
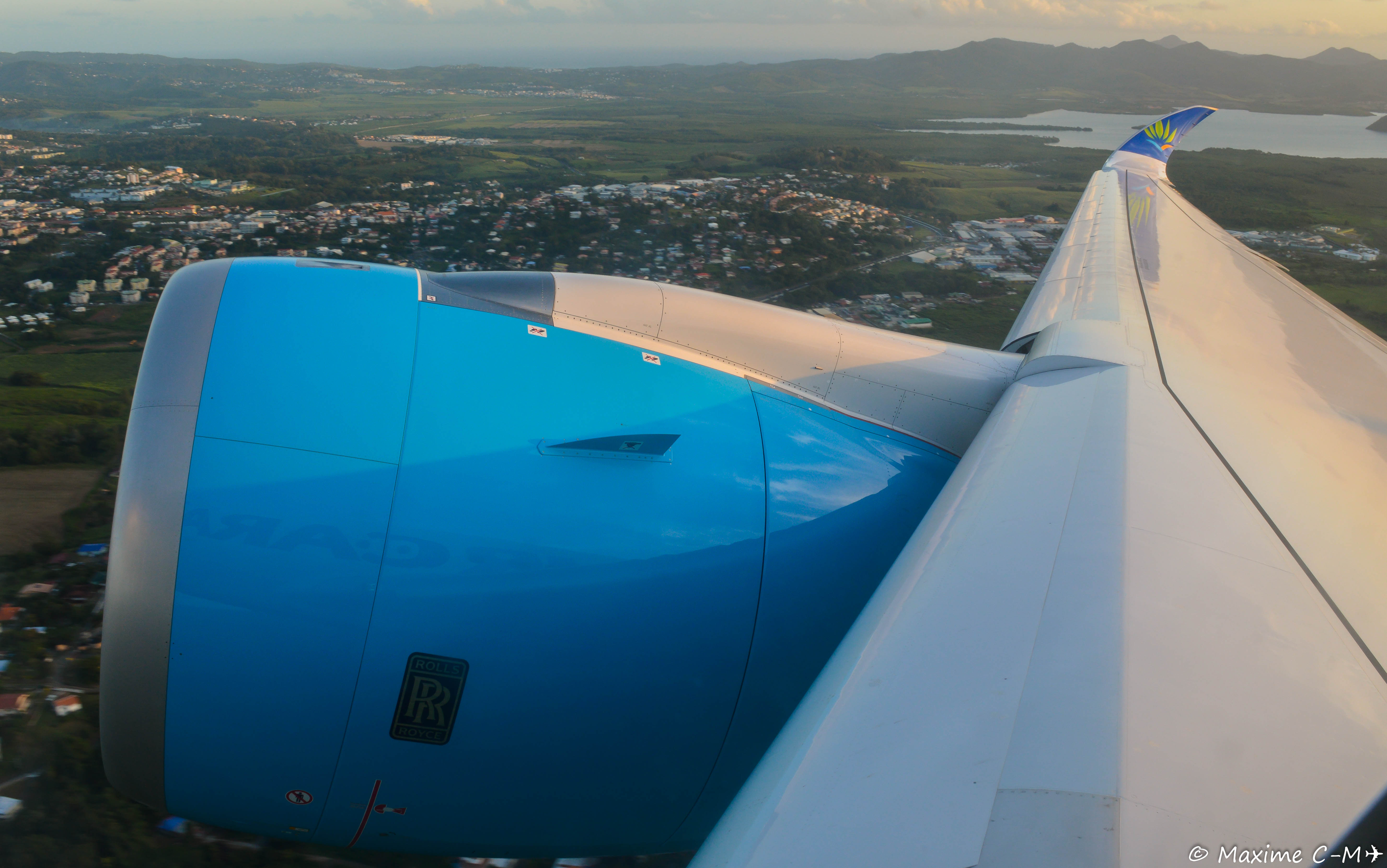
A350
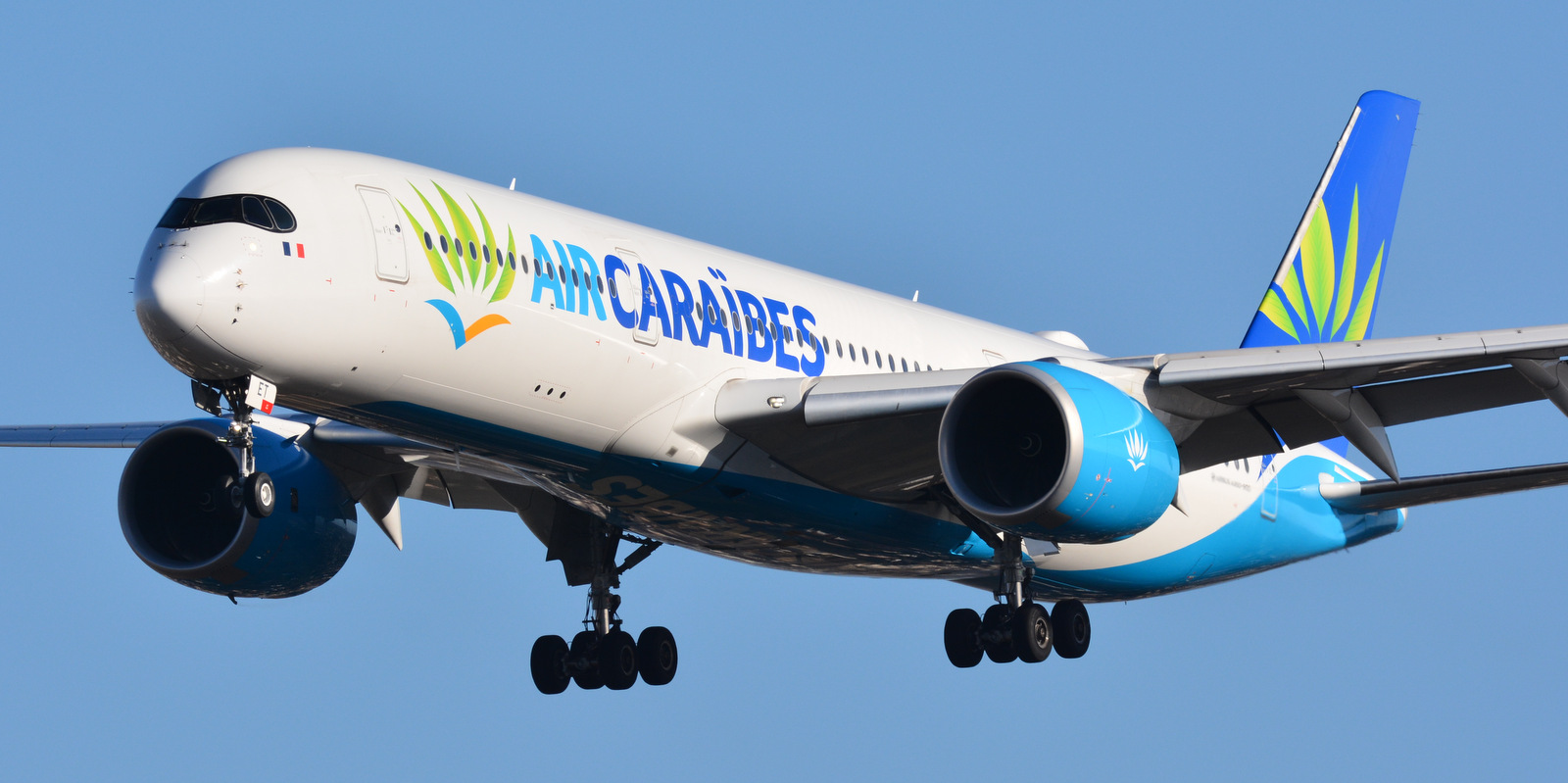
A350 en approche d'Orly.

## Identité visuelle
La compagnie arbore depuis ses débuts l'arbre du voyageur. Son identité visuelle a été modernisée en 2015.

2000-2015
Depuis juin 2015

## Accident
Le 24 mars 2001, à 20 h 28 min (UTC), un avion de la compagnie, le De Havilland Canada DHC-6-300 « Twin Otter », immatriculé F-OGES, effectuant le vol TX 1501 entre les îles de Saint-Martin et de Saint-Barthélemy, distantes de 35 km, alors qu'il est en approche finale au col de la Tourmente, part brusquement en virage à gauche à grande inclinaison, pique vers le sol et s'écrase  près de l'aéroport Gustaf III à proximité d'une maison qui s'embrase. De nombreux témoins, parmi lesquels des professionnels de l’Aviation Civile en exercice ou retraités, décrivent des positions et des mouvements du F-OGES permettant de reproduire en partie la phase terminale de vol : l'approche semble plus basse que celles qu’ils ont l’habitude de voir, puis l’avion part en virage à gauche et a piqué. La découpe faite par les ailes dans la végétation a permis de déterminer que l’avion a percuté le sol avec une assiette à piquer de l’ordre de 60° et une inclinaison à gauche. Le crash cause la mort des deux pilotes, des dix-sept passagers et du propriétaire de l'habitation.
Le 15 septembre 2006, la compagnie et son directeur des opérations aériennes sont jugés responsables de l'accident pour « violation manifestement délibérée », en l'espèce pour avoir associé un pilote et un copilote qui n'avaient, ni l'un ni l'autre, l'expérience suffisante pour piloter l'appareil.